# Doppelkapelle

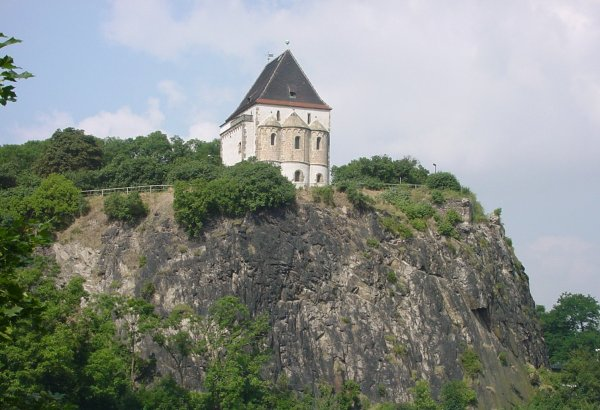
Doppelkapelle der abgegangenen Burg Landsberg, Sachsen-Anhalt

Die Doppelkapelle oder auch Doppelkirche (im weiteren Sinne) ist ein Bauwerk mit zwei übereinander angeordneten gemeinsam genutzten Kulträumen bzw. Kapellen unterschiedlicher liturgischer Funktion. Meist befindet sich über einer Begräbniskapelle im Untergeschoss eine Feierkirche im Obergeschoss.

## Architektur

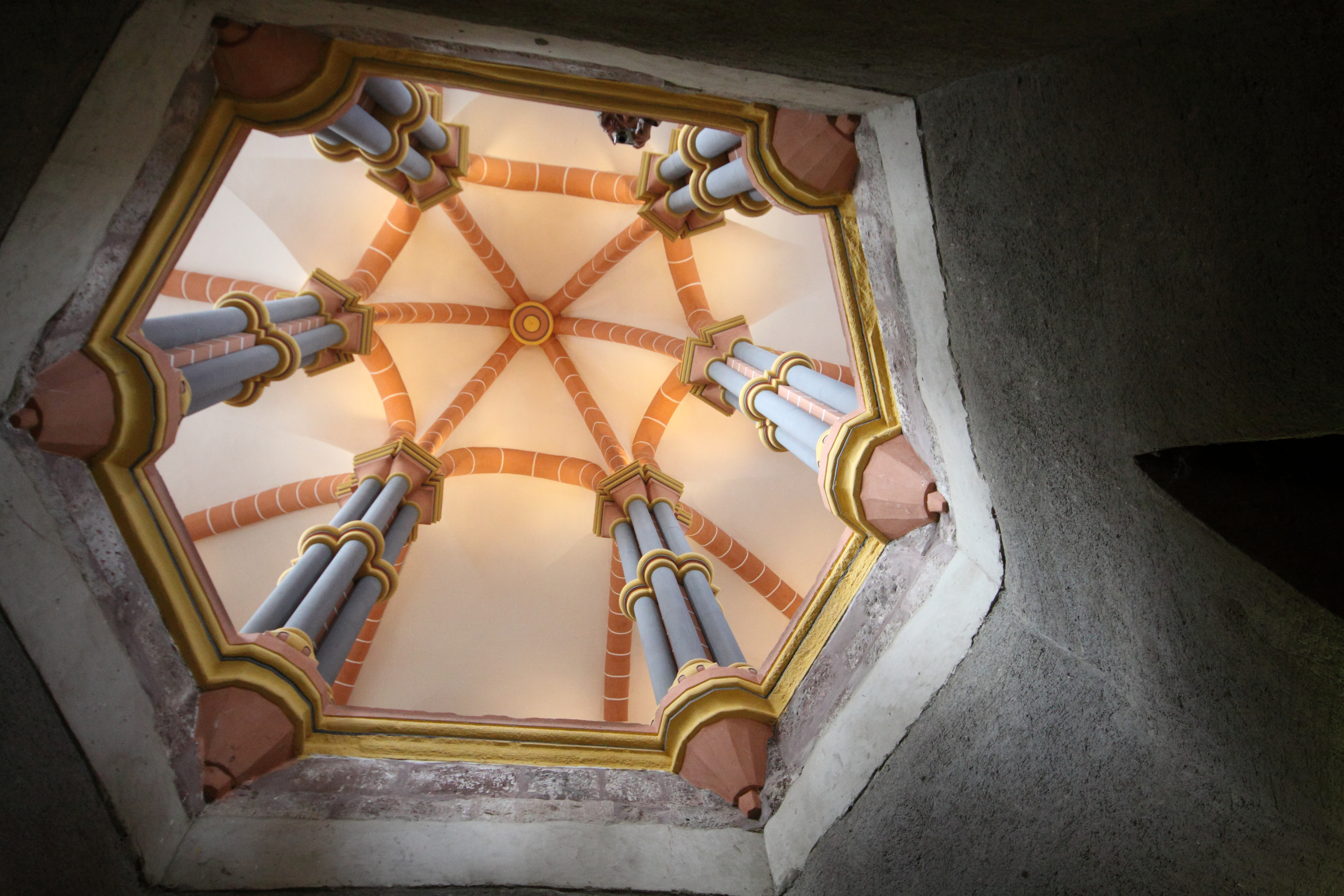
Burg Vianden in Luxemburg, Blick durch die Fußbodenöffnung zum Obergeschoss

Bei dieser in der mittelalterlichen europäischen Baukunst bis zum 13. Jahrhundert verwendeten speziellen Form des Sakralbaus werden die beiden Kirchenräume in übereinanderliegenden Stockwerken errichtet, meist mit identischen Grundrissen, es gibt aber auch Ausnahmen wie zum Beispiel die Pfalzkapelle St. Ulrich in Goslar.
Die frühere Zuordnung der beiden Kapellengeschosse, die eine „Trennung zwischen den unteren und oberen Gesellschaftsschichten des Mittelalters“ annahm, bei der die Unterkapelle dem „gemeinen Volk“ und die Oberkapelle den „feudalen Herren“ zugewiesen wurde, ist durch keinen Beweis zu erhärten. Stattdessen ist die Unterscheidung zwischen einer „öffentlichen“ Unterkapelle, in der der Herrscher vor Amtshandlungen oder bei „Staatsbesuchen“ mit seinen Gästen eine Messe feierte von einer „privaten“ Oberkapelle, in der vor allem die Familie des Herrschers am Gottesdienst teilhaben konnte oder eine Oberkapelle, die dem Hofgottesdienst vorbehalten war, und eine Unterkapelle als Grabraum, die auch den Totenmessen diente, anzunehmen. Bei diesen romanischen Kapellen sind Ober- und Unterkapelle in der Regel durch eine meist sekundär erweiterte Bodenöffnung der oberen Kapelle miteinander verbunden.
Die Doppelkapelle fand zahlreiche Nachfolger vor allem als Karner, der Kombination aus Friedhofskapelle und Beinhaus, und in zahlreichen zweigeschossigen Friedhofskapellen Süddeutschlands, Österreichs und Böhmens. Als reine Friedhofskapellen sind Doppelkapellen meist dem Heiligen Michael geweiht worden. Den Charakter eines Kapellenkarners erhielt die Unterkapelle nach dem Scheitern der feudalen Kreuzzüge als spätgotische Heiltumskapelle mit bürgerlicher Totengedächtniskapelle (z. B. Kiedrich oder Görlitz).

## Bedeutung der Doppelkapellen als Standessymbol

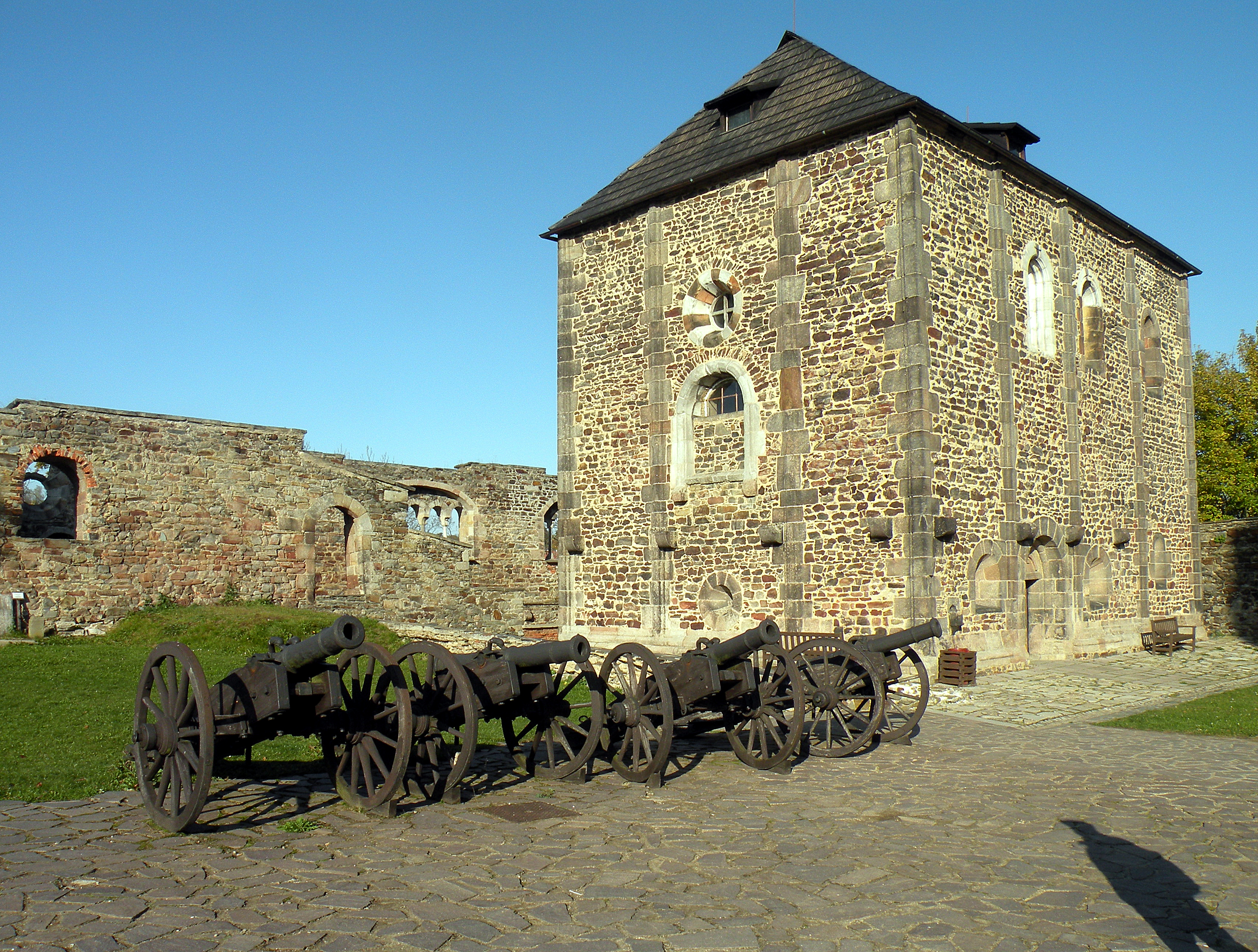
Doppelkapelle der Kaiserpfalz Eger, Tschechien

Auffällig ist bei den Burganlagen, auf denen (bekannte/erhaltene) Doppelkapellen errichtet wurden, dass es sich generell um Burgen des weltlichen oder geistlichen Hochadels handelt. Also Burganlagen von Grafen, Landgrafen, Markgrafen, Herzögen, Bischöfen bzw. Bistümern sowie um Reichsburgen und Pfalzen des Königtums.
Daraus wurde geschlussfolgert, dass Doppelkapellen, für die Repräsentation des Standes dieser edlen Herren eine bedeutende Rolle im Hochmittelalter gespielt haben.
Als Beispiel einer Doppelkapelle in einer Königspfalz sei hier die erhaltene Doppelkapelle der Kaiserpfalz und späteren Burg in Eger genannt.
Als in den Jahren 2005–2006 im Oberen Schloss Greiz, der ehemaligen Burg Greiz, die Reste einer romanischen Doppelkapelle entdeckt wurden, wurde dies als Sensation der Burgenforschung eingestuft, da Burg Greiz (vermutlich um 1190) als Amtssitz einer (seinerzeit niederadeligen) Ministerialenfamilie, den Vögten von Weida und Plauen errichtet wurde. Obwohl die Vögte „nur“ im Auftrag des Königtums Landesburgen und Herrschaften wie Weida, Plauen und Eger verwalteten, wollten auch sie offensichtlich nicht auf eine repräsentative Doppelkapelle auf ihrer neuen Greizer Stammburg verzichten. Wohnturm und der Palas mit der enthaltenen Doppelkapelle sollen hier ursprünglich äußerlich mit rotem Ziegelmauerwerk verblendet gewesen sein, obwohl der örtlich vorhandene Kalkstein als Baumaterial billiger gewesen wäre.
Auf der Neuenburg der Thüringer Landgrafen wurde um 1180 in der Kernburg der Bergfried abgerissen, um Platz für den Bau der Doppelkapelle zu schaffen (wohl zeitgleich wurden in beiden Vorburgen zwei neue Bergfriede errichtet). Hier wog das Repräsentationsbedürfnis offenbar höher als das Sicherheitsbedürfnis, einen Bergfried in der Kernburg zu haben.
Noch 1520 ließen die Herzöge von Mecklenburg auf Burg Stargard in ein ehemaliges Torhaus mit vorhandener hochmittelalterlicher Oberkapelle (ab 1280) eine neue Unterkapelle einbauen und schufen so eine Doppelkapelle, die nur in Fragmenten erhalten geblieben ist.

## Beispiele

### Deutschland

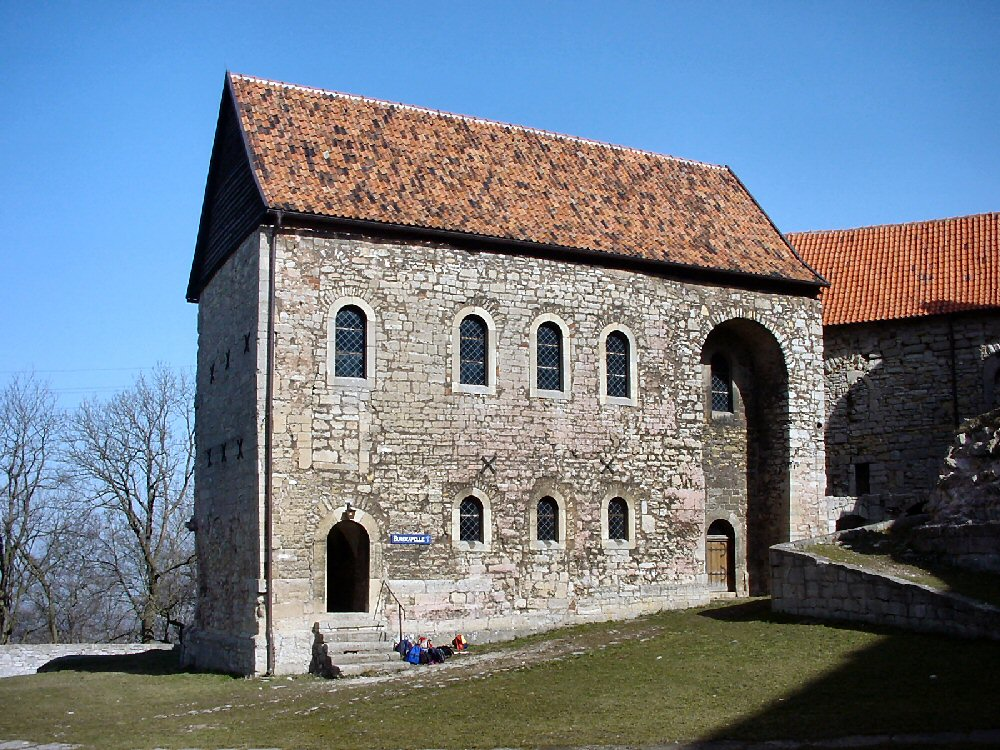
Doppelkapelle der Burg Lohra, Thüringen

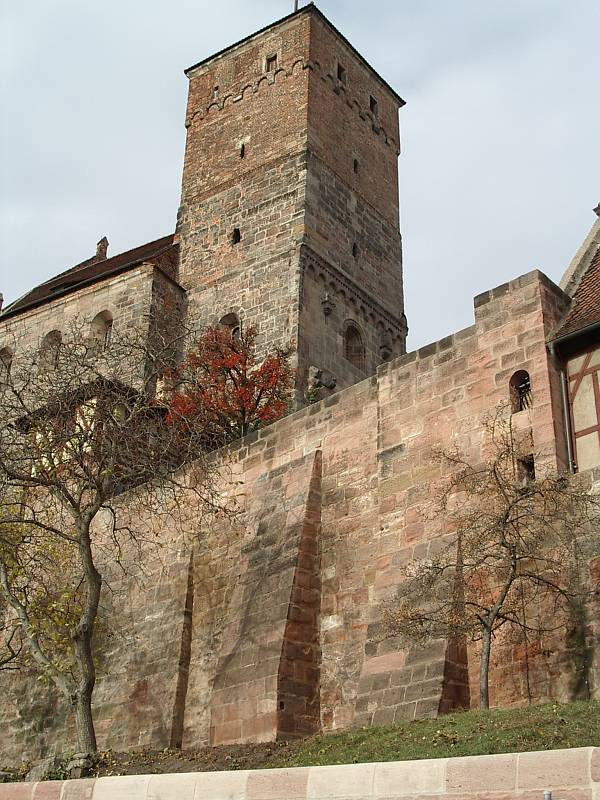
Kaiserkapelle (Nürnberger Burg)

Meistens wurden die Doppelkapellen in staufischen Pfalzen bzw. Burgen, aber auch in Klöstern errichtet. Nachfolgend einige bekannte Beispiele.
Baden-Württemberg
- Doppelkapelle St. Sebastianus, mit reichen Verzierungen von 1474, Tauberbischofsheim

Bayern
- Erasmuskapelle (St. Erasmus und St. Michael), Kempten
- Doppelkapelle St. Trinitatis und Johannes Nepomuk in der Burgruine Breitenstein, Königstein-Breitenstein
- Kaiserkapelle und unteren Margarethenkapelle in der Kaiserburg Nürnberg, Nürnberg
- St. Jacobus, Schondorf am Ammersee

Hessen
- St. Michael, als frühestes nachgewiesenes Beispiel in Deutschland, Fulda
- St. Katharinenkapelle der Burg Greifenstein mit gotischem Unterbau, entstanden durch Baumaßnahmen bei der Barockisierung der Schlosskirche, Greifenstein
- Michaelskapelle (1444) mit Karner, Kiedrich

Mecklenburg-Vorpommern
- Reste einer Doppelkapelle auf Burg Stargard, entstanden um 1520 durch Einbau einer unteren Kapelle unter die bereits bestehende obere Kapelle (ab 1280), Stadt „Burg Stargard“

Niedersachsen
- Goslarer Pfalzkapelle St. Ulrich, Goslar
- Kapelle im Kloster St. Ludgeri, Helmstedt

Nordrhein-Westfalen
- St. Peterskapelle, Netphen
- Doppelkapelle auf Schloss Rheda, vereinfachter stützenloser Raum, Rheda-Wiedenbrück
- Doppelkirche St. Clemens, Synthese von Emporenrotunde und Hofkapelle der Kölner Erzbischöfe unter Wahrung der Trennung von Grabkapelle und Feierkirche,   Schwarzrheindorf

Rheinland-Pfalz
- Kapelle im romanischen Bergfried der Reichsburg Trifels, Annweiler am Trifels, siehe Königskapelle (Trifels)
- Nikolauskapelle in der Kaiserpfalz, Kaiserslautern
- Palastkapelle St. Gotthard am Mainzer Dom als eine Hofkapelle in ihrer vollkommensten Ausprägung, Mainz
- Doppelkapelle St. Emmeram und St. Katharina im Dom, Speyer
- ehemalige Doppelkirche St. Simeon der Porta Nigra mit dem Grab des Heiligen Simeon in der Unterkapelle, Trier

Sachsen
- Doppelkapelle zum Heiligen Kreuz (nach 1465) des Heiligen Grabes mit der Adamskapelle als Unterkapelle und der Golgathakapelle als Oberkapelle, Görlitz

Sachsen-Anhalt
- Kapelle auf Schloss Neuenburg, Erweiterung der älteren Burgkapelle zur Doppelkapelle, die Oberkapelle dabei als Einstützenraum mit gezackten Gurtbögen, Freyburg
- Kapelle St. Crucis als einzig erhaltenes Gebäude der ehemaligen Burg Landsberg, Landsberg
- Doppelkapelle St. Nikolaus, Nienburg

Thüringen
- Kapelle in der Predigerkirche, Eisenach
- im Jahre 2005/2006 im Oberen Schloss (Greiz) entdeckte Reste (roman. Portal mit Säulen, der oberen Kapelle, Wandnischen von unterer und oberer Kapelle und die Ansätze des ehem. Kreuzrippengewölbes der oberen Kapelle) einer romanischen Doppelkapelle, Greiz
- Kapelle auf der Burg Lohra, Großlohra

### Weitere Länder in Europa
- Bischofskapelle Hereford in England (1079–1095), Hereford, Großbritannien – ältestes erhaltenes Beispiel zweier durch eine Bodenöffnung verbundener Kapellen
- Doppelkapelle in der Burg Vianden, Vianden, Luxemburg
- Doppelkapelle St. Ulrich und St. Nikolaus im Benediktinerinnenkloster St. Johann, Müstair, Schweiz
- Doppelkapelle auf der Kaiserpfalz Burg Eger, Cheb, Nordwestböhmen
- Doppelkapelle St. Prokop, Zábori nad Labem (deutsch: Saborsch an der Elbe), Mittelböhmen, romanischer Vierstützenraum mit Narthex und reich geschmücktem Portal
- Doppelkapelle San Claudio al Chienti (um 1030[1]), Corridonia (Macerata), Marken – älteste Doppelkapelle in Italien

### Armenien
- Ursprungsbau der Sankt-Hripsime-Kirche in Etschmiadsin, Ende des 4. Jahrhunderts
- Erste Grabkirche für Mesrop Maschtoz in Oschakan, Mitte des 5. Jahrhunderts
- Muttergotteskirche (Surb Astvatsatsin) in Jeghward, Anfang 14. Jahrhundert
- Muttergotteskirche (Surb Astvatsatsin) im Kloster Norawank, von 1331–1339
- Grabkirche von Kaputan (bei Abowjan), 1349 datiert